# Vĩnh Hòa, An Giang
Vĩnh Hòa là một xã thuộc huyện U Minh Thượng, tỉnh Kiên Giang, Việt Nam.

## Địa lý
Xã Vĩnh Hòa nằm ở phía đông huyện U Minh Thượng, có vị trí địa lý:
- Phía đông giáp huyện Vĩnh Thuận
- Phía tây giáp xã Thạnh Yên
- Phía nam giáp xã Minh Thuận và xã An Minh Bắc
- Phía bắc giáp xã Hòa Chánh.

Xã Vĩnh Hòa có diện tích 29,92 km², dân số năm 2020 là 6.953 người, mật độ dân số đạt 232 người/km².

## Hành chính
Xã Vĩnh Hòa được chia thành 6 ấp: Cây Bàng, Lô 12, Hòa Bình, Vĩnh Thành, Vĩnh Thạnh, Vĩnh Tiến.

## Lịch sử
Trước đây, xã Vĩnh Hòa thuộc huyện Vĩnh Thuận.
Ngày 10 tháng 10 năm 1981, Hội đồng Bộ trưởng ban hành Quyết định 109-HĐBT về việc chia xã Vĩnh Hòa thành ba xã lấy tên là xã Hòa Chánh, xã Vĩnh Hòa và xã Hòa Tiến.
Ngày 24 tháng 5 năm 1988, Hội đồng Bộ trưởng ban hành Quyết định 92-HĐBT về việc sáp nhập xã Hoà Chánh vào xã Vĩnh Hoà.
Ngày 31 tháng 5 năm 1991, Ban Tổ chức Chính phủ ban hành Quyết định số 288-TCCP về việc giải thể xã Bình Minh nhập vào các xã Vĩnh Hoà, Vĩnh Bình Nam, Vĩnh Bình Bắc.
Ngày 11 tháng 2 năm 2003, Chính phủ Việt Nam ban hành Nghị định số 10/2003/NĐ-CP về việc thành lập xã Hòa Chánh trên cơ sở 4.255,3 ha diện tích tự nhiên và 10.195 nhân khẩu của xã Vĩnh Hoà.
Sau khi thành lập xã Hòa Chánh, xã Vĩnh Hòa còn lại 3.027,7 ha diện tích tự nhiên và 9.286 nhân khẩu.
Ngày 6 tháng 4 năm 2007, Chính phủ ban hành Nghị định 58/2007/NĐ-CP về việc chuyển toàn bộ diện tích tự nhiên và người của xã Vĩnh Hòa, Hòa Chánh thuộc huyện Vĩnh Thuận về huyện U Minh Thượng mới thành lập quản lý.